# Ткачук, Валерий Андреевич
Валерий Андреевич Ткачук (18 сентября 1963 года, Калужская область) — советский, российский и украинский футболист, тренер.

## Биография
Воспитанник ДЮСШ «Квант» Обнинск. В Обнинске же начинал и свою взрослую карьеру игрока. С 1981 по 1988 годы выступал за калужские команды «Локомотив» и «Заря».
В 1988 году перешёл в запорожский «Металлург», спустя три года в составе которого отыграл 3 матча в последнем чемпионате Высшей лиги СССР. Выступал также в высшей лиге Украины и в Марокко.
Завершил карьеру игрока в 1996 году. С тех пор на тренерской работе.